# L'abolizione del lavoro

L'abolizione del lavoro (in inglese The Abolition of Work and other essays) è un saggio scritto nel 1985 dal pensatore anarchico statunitense Bob Black. In Italia è stato pubblicato per la prima volta nel 1992 dalla casa editrice Nautilus. 
Il saggio è una critica dell'etica del lavoro, in particolare quella degli Stati Uniti reaganiani e dell'Occidente, elogia la pigrizia sociale, l'ozio, l'abolizione della necessità di lavorare per vivere e riprende i concetti filosofici del post-situazionismo, dell'anticapitalismo e dell'anarchismo individualista.

## Temi
Lo scrittore Bob Black, negli anni '80, si è chiesto: si può eliminare il lavoro? Come sarebbe la vita umana senza lavorare? Da queste domande questo saggio "anti-lavoristico" risponde che si può e si deve abolire il lavoro. Per Black nessuno dovrebbe lavorare, poiché il lavoro salariato è la fonte di tutte le miserie e sofferenze del mondo, è la principale causa dello sfruttamento dell'uomo sull'uomo ed impedisce una reale libertà umana. Da qui la diffusione di pratiche anti-lavorative come l'assenteismo, la mobilità spontanea, stili di vita non convenzionali e pure il consumismo inteso come sbocco alienato al desiderio di autorealizzazione al di fuori del lavoro. 
Il tempo libero è un inganno sociale, poiché è creato in funzione di pausa dal tempo di lavoro. Black ritiene poi che ci sia più libertà in una dittatura comunista moderatamente destalinizzata di quanta ve ne sia in un ufficio d'azienda statunitense e che tiranni come Ivan il Terribile e Gengis Khan non avessero più potere assoluto sui loro sudditi di quanto non ne abbiano i vari capi e i capetti sui loro dipendenti nei luoghi di lavoro nel mondo contemporaneo.
La critica del lavoro è ripresa da altri autori come Paul Lafargue, Charles Fourier, William Morris. Black, da anarchico, squalifica il concetto marxista di appropriazione dei mezzi di produzione, poiché lo sfruttamento lavoristico esiste ed è esistito anche nelle società socialiste. D'altronde i comunisti, come i liberali, non vogliono davvero abolire il lavoro, ed entrambi, seppur con divergenze ideologiche opposte, mirano alla "piena occupazione", che per l'autore non sarebbe realizzabile né auspicabile e a questo proposito bisogna invece proporre la "piena disoccupazione" e un mondo rivoluzionato: l'antico sogno dell’umanità di vivere senza dover lavorare.

## Edizioni
- L'abolizione del lavoro, Torino, Nautilus, 1992, OCLC 1277343686.
- (EN) The abolition of work and other essays, Port Townsend, Loompanics Unlimited, ISBN 9780915179411, OCLC 15135277.
- (ES) La abolición del trabajo, Logroño, Pepitas de Calabaza Editorial, 2013, ISBN 9788494029684, OCLC 15135277.